# Võhma (Põhja-Sakala)
Võhma es una ciudad del municipio de Põhja-Sakala, en el condado de Viljandi, Estonia, con una población censada a final del año 2011 de 1314 habitantes. 
Se encuentra ubicada al norte del condado, al noroeste del lago Võrtsjärv y cerca de la frontera con los condados de Pärnu y Järva.